# HD 330075
HD 330075 é uma estrela na constelação de Norma. A designação vem da segunda extensão do Catálogo Henry Draper (HDEC), originalmente publicada em duas partes em 1937 e 1949 na forma de cartas celestes, e em 1995 como um catálogo digitalizado. Com uma magnitude aparente visual de 9,33, não é visível a olho nu. De acordo com dados de paralaxe, do segundo lançamento do catálogo Gaia, está localizada a uma distância de 148 anos-luz (45,4 parsecs) da Terra.
Esta estrela foi originalmente classificada no catálogo Henry Draper com um tipo espectral de G5, mas suas características físicas como cor e temperatura são mais consistentes com uma estrela K1. HD 330075 tem uma uma massa estimada em 84% da massa solar e um raio de 80% do raio solar. Sua fotosfera está brilhando com 40% da luminosidade solar a uma temperatura efetiva de 5 130 K. Sua metalicidade, a abundância de elementos além de hidrogênio e hélio, é igual à solar dentro das incertezas, possivelmente um pouco maior. A estrela apresenta um baixo nível de atividade cromosférica, do qual foi estimado uma idade de aproximadamente 6 bilhões de anos e um período de rotação lento de 48 dias.
HD 330075 foi incluída no grupo de estrelas observadas pelo espectrógrafo HARPS como parte de sua busca por planetas extrassolares pelo método da velocidade radial, e logo na primeira campanha de observação em agosto de 2003 foi notada grande variabilidade na sua velocidade radial, indicando a presença de um corpo em uma órbita curta. A descoberta foi anunciada em dezembro de 2003 e foi a primeira feita pelo HARPS. Um segundo conjunto de observações em fevereiro de 2004 confirmou a presença do planeta e permitiu a criação de uma solução orbital mais precisa. O planeta é um Júpiter quente com uma massa mínima de 62% da massa de Júpiter, estando a uma distância de apenas 0,04 UA da estrela. Sua órbita é praticamente circular e tem um período de 3,388 dias.
| Planeta | Massa    | Semieixo maior (UA) | Período orbital (dias) | Excentricidade |
| ------- | -------- | ------------------- | ---------------------- | -------------- |
| b       | >0,62 MJ | 0,039               | 3,38773 ± 0,00008      | 0              |